# Amadeus Bianchini
Hans August Amadeus Bianchini, född den 25 februari 1860 i Stockholm, död den 27 februari 1930 i Avesta, var en svensk journalist, fotograf och författare.

## Biografi
Föräldrar var affärsmannen August Bianchini och Charlotta, född Lindahl. Familjen bodde en tid i Ryssland och han gick i skola där under tre år. Modern var sångerska och hemkommen till Sverige fick Bianchini en omfattande musikutbildning. Han flyttade i början av 1900-talet till Enhörna i Södermanland och medarbetade i svensk och utländsk press, ofta med reseskildringar. Han var även fotograf och – liksom brodern Artur Bianchini – intresserad målare. 
I bokform publicerade Amadeus Bianchini samlade artiklar om Södermanlands kulturhistoria och flera lättare skönlitterära verk. Fotografier av Amadeus Bianchini finns bevarade i Sörmlands museums samlingar och hos Turinge-Taxinge hembygdsförening i Nykvarn . Bianchini producerade ett stort antal vykort från Enhörna, Turinge och angränsande trakter. Hans fotografier är en viktig källa till kunskap om bygdens historia.

## Bildgalleri

Vattenfall i Tveta socken, 1900-tal.
Skörd i Taxinge socken, 1900-tal.
Kvinnor bråkar lin, 1900-tal.
Livgardet till häst, 1900-tal
Havrelass vid Hökärr, 1900-tal.
Två kvinnor i roddbåt i Turinge socken, 1900-tal.
Diversehandeln i Laxne, 1900-tal.
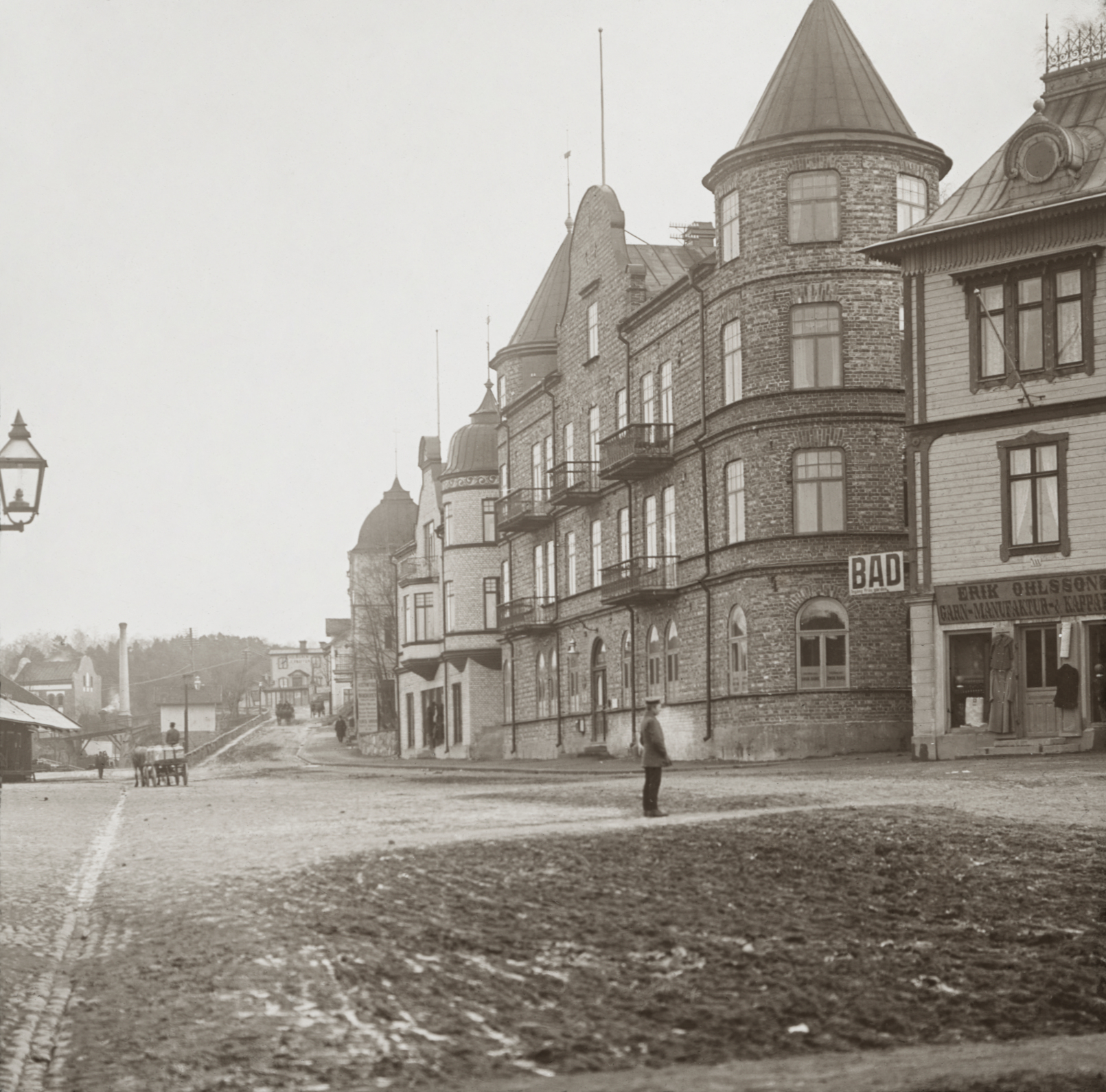
Gatuparti med badhus i Gnesta.

### Skönlitteratur
- Mister Cantzlers tobaksaffär : socialt skådespel. Stockholm: Boström. 1910. Libris 1611903
- Tio dagar : en samling berättelser. Stockholm: Gullberg. 1910. Libris 1515238
- Irrbloss : litterära ungdomssynder på vers. Stockholm: Gullberg. 1915. Libris 1631529
- Kaplanen i Sursa : en bizarr historia om häxor, munkar, galgmän, landstrykare och andra äventyrare i trasor och purpur. Stockholm: Gullberg. 1916. Libris 19234829. http://urn.kb.se/resolve?urn=urn:nbn:se:kb:eod-1649729

### Varia
- Sörmländska socknar : gårdar, byar, herresäten, kyrkor och deras minnen : bygdeskildringar. Stockholm: Gullberg. 1917-1919. Libris 1711556
- [Samling 1] : häfte 1, Gnesta, Ytter-Enhörna, Björkvik. 1917 häfte. Libris 1711557
- [Samling 1] : häfte 2, Gåsinge, Gryt. 1918 häfte. Libris 1711558
- [Samling 1] : häfte 3, Aspa, Ludgo. 1919 häfte. Libris 1711559
- [Samling 2] : häfte 4, Barnhemmet vid Stenby ; Ålderdomshemmet i Över-Enhörna ; Trolldom och kvacksalveri. 1919 häfte. Libris 1711560
- Vikbolandet. Häfte 1, Arkösund, Viskärs fyr, Alhällen, Jonsberg : en afton vid Önsätter. Stockholm. 1919. Libris 1515278
- I det röda Ryssland : en svensk sjukvårdares upplevelser i Ryssland. Stockholm: Svenska andelsförlage. 1921. Libris 1470290